# Viviano Orfini
Viviano Orfini (né le 23 août 1751 à Foligno, dans l'actuelle province de Pérouse, dans la région Ombrie, alors dans les États pontificaux et mort le 8 mai 1823 à Rome) est un cardinal italien du XIXe siècle.

## Biographie
Viviano Orfini exerce diverses fonctions au sein de la Curie romaine, notamment au sein de la Chambre apostolique. 
Le pape Pie VII le crée cardinal lors du consistoire du 10 mars 1823. Il meurt deux mois plus tard avant d'avoir pu recevoir le titre S. Angelo in Pescheria qui lui était destiné.

### Source
- Fiche du cardinal Viviano Orfini sur le site fiu.edu